# Ghiacciaio Bryan (Dipendenza di Ross)
Il ghiacciaio Bryan è un ghiacciaio lungo circa 2 km situato nella regione centro-occidentale della Dipendenza di Ross, in Antartide. Il ghiacciaio, il cui punto più alto si trova a circa 1900 m s.l.m., si trova in particolare sul versante sud-orientale della dorsale Willett, nell'entroterra della costa di Scott, dove fluisce verso sud-ovest partendo dal versante meridionale della cresta Rose, dalla parte opposta del ghiacciaio Pūanu, e scorrendo lungo il versante meridionale dei picchi Apocalypse, terminando il proprio corso dopo circa 2 km, poco a est del termine del ghiacciaio Huka Kapo.

## Storia
Il ghiacciaio Bryan è stato mappato dai membri della spedizione Terra Nova, condotta dal 1910 al 1913 e comandata dal capitano Robert Falcon Scott, ma è stato così battezzato solo nel 2005 dal Comitato neozelandese per i toponimi antartici in onore del geologo australiano John Bryan che, nella stagione 1982-83, guidò una squadra di esplorazione impegnata nel mappare gli strati carboniferi risalenti al Permiano nei monti Fleming, Shapeless ed Electra.